# Dothidella australis
Dothidella australis är en svampart som beskrevs av Speg. 1880. Dothidella australis ingår i släktet Dothidella och familjen Polystomellaceae.   Inga underarter finns listade i Catalogue of Life.